# Реслманія 13
«Реслманія» (англ. «WrestleMania», в хронології відома як «Реслманія 13») була тринадцятою Реслманією в історії. Шоу проходило 23 березня 1997 року у Роузмонт в Роузмонт Хорайзен.
Шоу коментували Вінс Макмегон Джим Росс і Джеррі «Король» Лоулер. Шон Майклз був коментатором головної події.
Це була остання Реслманія в якій були класичні канати червоного, білого, і синього кольору, сині мати за рингом, і сталеві огорожі навколо рингу.